# Oost-Cappel
Oost-Cappel (niederländisch Oostkappel) ist eine französische Gemeinde mit 468 Einwohnern (Stand 1. Januar 2022) im Département Nord in der Region Hauts-de-France.

## Lage
Die Gemeinde Oost-Cappel liegt in Französisch-Flandern an der Grenze zu Belgien, 23 Kilometer südöstlich von Dünkirchen. Umgeben wird Oost-Cappel von den Nachbargemeinden Killem im Norden, Alveringem (Belgien) im Nordosten, Poperinge (Belgien) im Südosten, Bambecque im Süden sowie Rexpoëde im Westen.

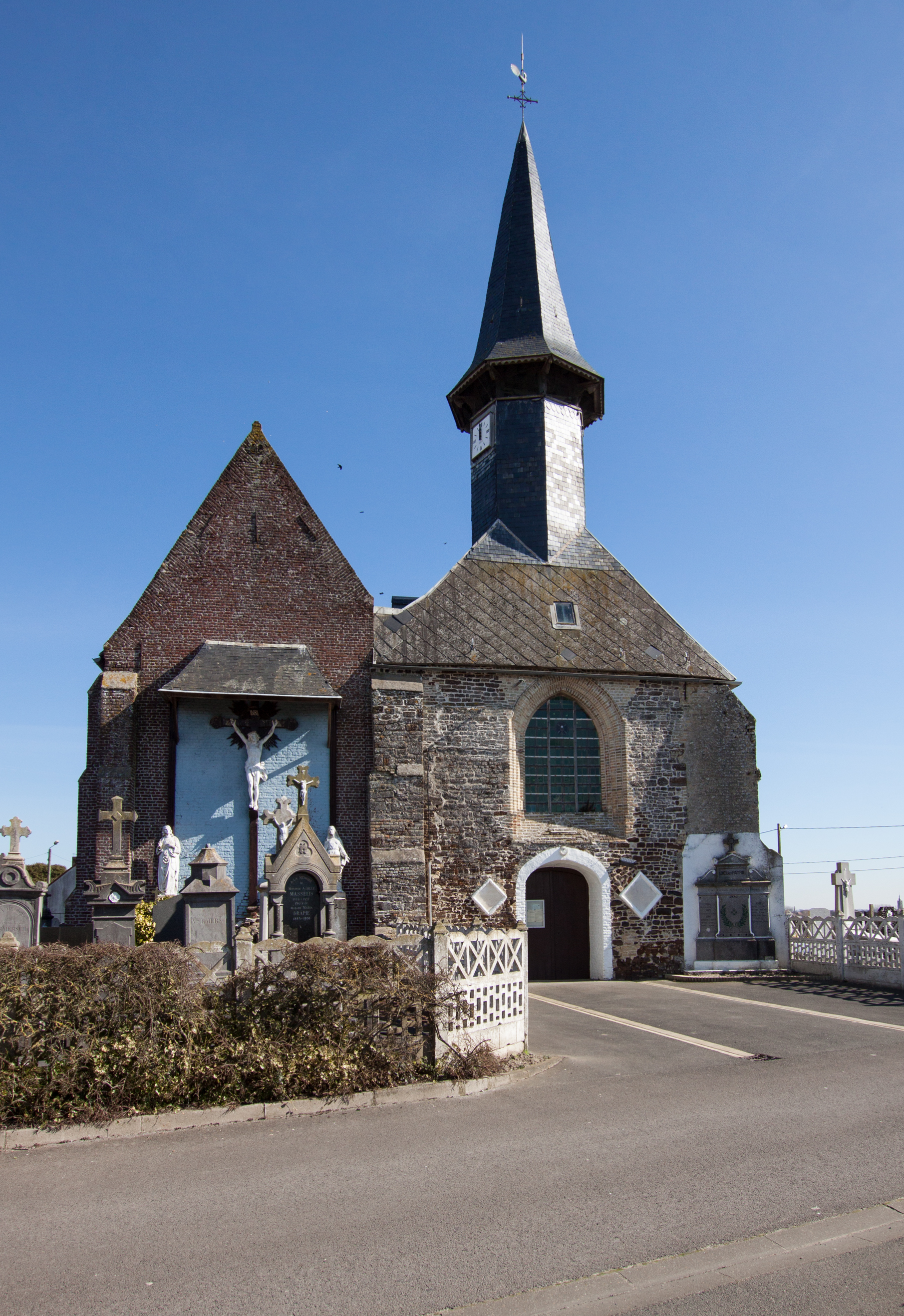
Kirche Saint-Nicolas
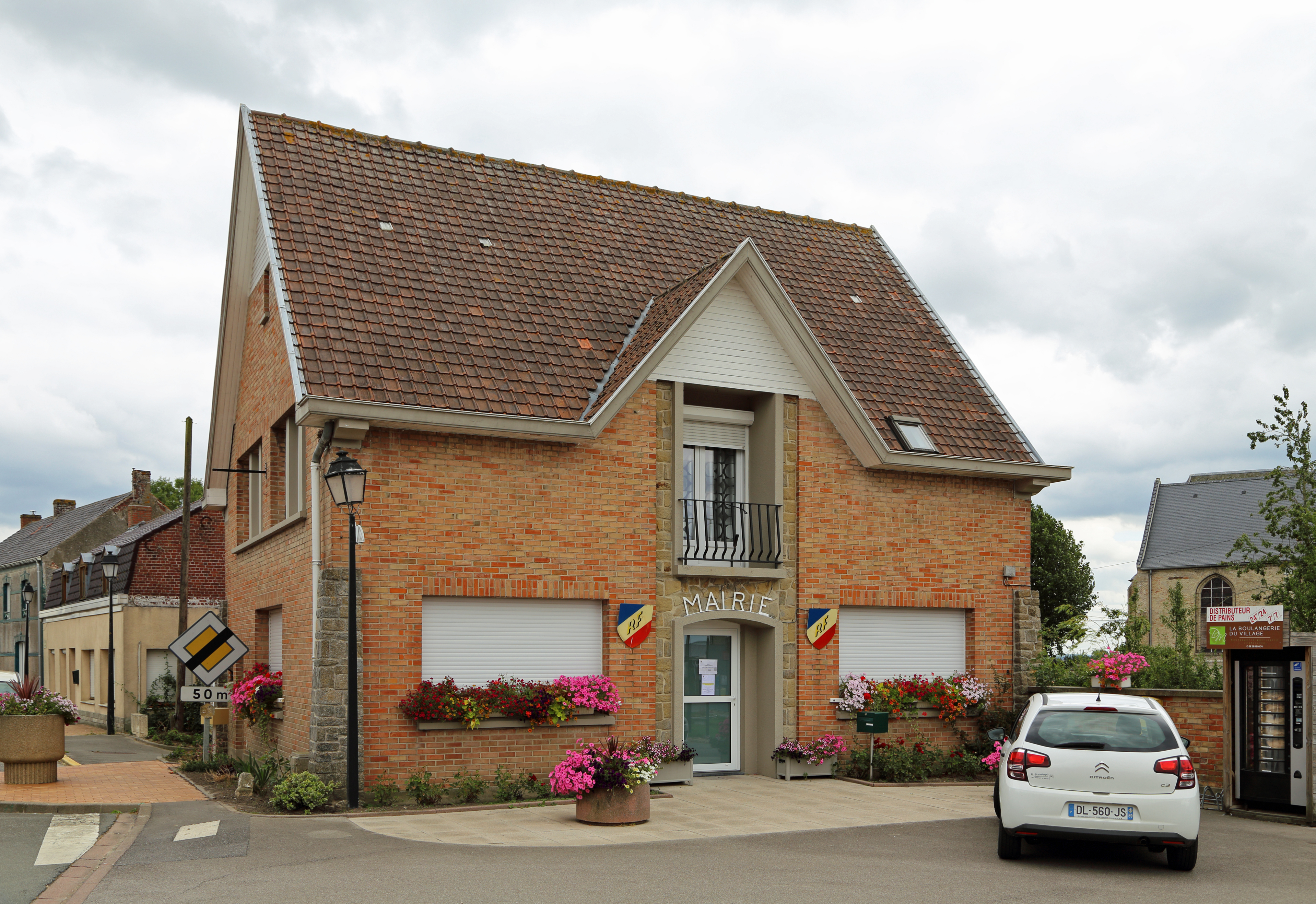
Rathaus (mairie)
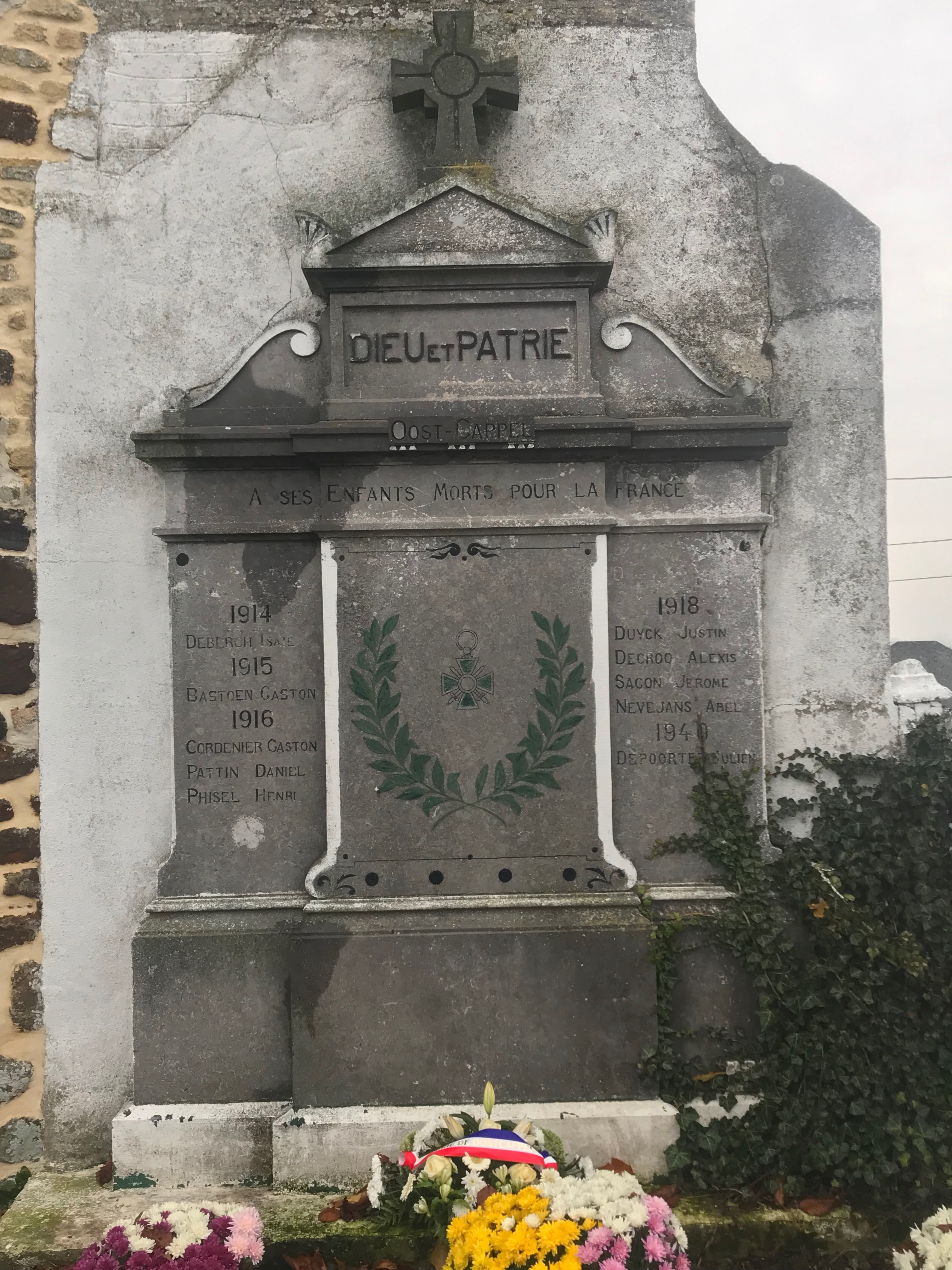
Gefallenendenkmal